# Железнов, Сергей Александрович
Сергей Александрович Железнов (9 ноября 1972, Смоленск — 25 сентября 2002) — сотрудник Управления Федеральной службы безопасности Российской Федерации по Смоленской области, капитан. Герой Российской Федерации.

## Биография
Родился 9 ноября 1972 года в городе Смоленске. Русский.
После окончания восьми классов средней школы № 30 учился в Смоленском техникуме электронных приборов, который окончил с отличием. В 1997 году окончил Смоленский филиал Московского энергетического института, получив квалификацию инженера по специальности «Автоматика и управление в технических системах».
С 1997 года проходил службу в контрразведывательном подразделении Управления ФСБ России по Смоленской области. В 1999 году окончил Академию ФСБ России.
Лично участвовал более чем в 25 специальных операциях в Чечне.
Погиб 25 сентября 2002 года в ходе проведения контртеррористической операции в Чеченской Республике при выполнении специального задания. Похоронен на кладбище деревни Рясино Смоленского района Смоленской области.

## Награды
- Указом Президента Российской Федерации от 27 декабря 2002 года за мужество и героизм, проявленные при выполнении специального задания, капитану Железнову Сергею Александровичу присвоено звание Героя Российской Федерации (посмертно).